# Koi to Dangan
Koi to Dangan (恋と弾丸, lit. "Amor e Balas", intitulada Dangerous Lover no Japão), também conhecida como Yakuza Lover em inglês, é uma série de mangá japonesa escrita e ilustrada por Nozomi Mino. Foi serializado na Premium Cheese! da Shogakukan de março de 2018 a março de 2019 e na Cheese! de abril de 2019 a junho de 2022. Em novembro de 2022, os capítulos individuais da série foram reunidos em doze volumes. Uma adaptação de drama de televisão em live-action foi ao ar de outubro a dezembro de 2022.

## Mídia

### Mangá
Escrito e ilustrado por Nozomi Mino, a série começou a serialização na revista Premium Cheese! da Shogakukan em 5 de março de 2018. Em abril de 2019, a série mudou para a revista Cheese!. A série concluiu sua serialização em 24 de junho de 2022. Um capítulo epílogo está programado para ser lançado em agosto de 2022. Em novembro de 2022, os capítulos individuais da série foram coletados em doze volumes tankōbon.
Em outubro de 2020, a Viz Media anunciou que licenciou a série para publicação em inglês.

#### Lista de volumes
| N.º | Japonês                 | Japonês | Português              | Português         |
| N.º | Data de lançamento      | ISBN | Data de lançamento     | ISBN              |
| --- | ----------------------- | --- | ---------------------- | ----------------- |
| 1   | 26 de fevereiro de 2019 | 978-4-09-870395-1 | 1 de junho de 2021     | 978-1-97-472055-2 |
| 2   | 24 de maio de 2019      | 978-4-09-870486-6 | 7 de setembro de 2021  | 978-1-97-472063-7 |
| 3   | 26 de setembro de 2019  | 978-4-09-870611-2 | 7 de dezembro de 2021  | 978-1-97-472064-4 |
| 4   | 24 de janeiro de 2020   | 978-4-09-870797-3 | 1 de março de 2022     | 978-1-97-472065-1 |
| 5   | 26 de maio de 2020      | 978-4-09-871001-0 | 14 de junho de 2022    | 978-1-97-472419-2 |
| 6   | 25 de setembro de 2020  | 978-4-09-871079-9 | 13 de setembro de 2022 | 978-1-97-472420-8 |
| 7   | 26 de janeiro de 2021   | 978-4-09-871249-6 | 13 de dezembro de 2022 | 978-1-9747-3105-3 |
| 8   | 26 de maio de 2021      | 978-4-09-871319-6 | 14 de março de 2023    | 978-1-9747-3106-0 |
| 9   | 24 de setembro de 2021  | 978-4-09-871416-2 | —                      | —                 |
| 10  | 26 de janeiro de 2022   | 978-4-09-871571-8 | —                      | —                 |
| 11  | 26 de maio de 2022      | 978-4-09-871642-5 | —                      | —                 |
| 12  | 25 de novembro de 2022  | [[Especial:Fontes_de_livros/978-4-09-871841-2%3Cbr%2F%3E%5B%5BEspecial%3AFontes_de_livros%2F978-4-09-943120-4+%7C978-4-09-943120-4%5D%5D+%28%3Cabbr++++title%3D%22%22%3EEE%3C%2Fabbr%3E%29 \|978-4-09-871841-2 978-4-09-943120-4 (EE)]] Erro de parâmetro em {{ISBNT}}: caractere inválido | —                      | —                 |

### Live-action
Uma adaptação para drama de televisão em live-action foi anunciada em junho de 2022. A série será dirigida por Smith, Kenjiro Tsubakimoto e Hiroto Totsuka, com Sorami Date escrevendo os roteiros e Yuta Furukawa e Fumika Baba interpretando os protagonistas. Foi ao ar no bloco de programação Drama Tokku da MBS TV de 27 de outubro de 2022 a 23 de dezembro de 2022.

## Recepção
Caitlin Moore, da Anime News Network, elogiou as cenas de sexo e sua ênfase na consensualidade, ao mesmo tempo em que criticou a história e a arte. Sheena McNeil de Sequential Tart elogiou os personagens principais e seu relacionamento, embora ela também sentisse que a arte deu muito foco a Yuri.
A série foi indicada para o 65º Prêmio de Mangá Shogakukan na categoria mangá shōjo em 2019. O terceiro volume teve uma tiragem inicial de 170.000 cópias, sendo a décima primeira maior tiragem de qualquer título da Shogakukan em 2019. A série vendeu 4,5 milhões de cópias.